# 핸썸가이즈
《핸썸가이즈》는 매주 목요일 저녁 8시 40분에 방송되는 예능 프로그램이다.

## 방송 시간
| 방송 채널 | 방송 기간                         | 방송 시간                             |
| --------- | --------------------------------- | ------------------------------------- |
| tvN       | 2024년 12월 1일 ~ 2025년 4월 13일 | 매주 일요일 저녁 7시 40분 ~ 9시 10분  |
| tvN       | 2025년 4월 17일 ~ 현재            | 매주 목요일 저녁 8시 40분 ~ 10시 10분 |

## 출연진
- 차태현
- 김동현
- 이이경
- 신승호
- 오상욱

## 게스트
- 진 (방탄소년단) (1회 ~ 2회, 5회 ~ 6회, 23회)
- 추성훈 (3회 ~ 4회)
- 안재현 (7회 ~ 8회)
- 9 ~ 10회: 9~10회의 경우 뱀띠 연예인을 찾는 미션이라 게스트가 많다.
  - 우상혁 (9회 ~ 10회, 제작진 섭외)
  - 김우빈, 라이머, 이대휘 (AB6IX), 장호일, 전효성, 은호 (YOUNITE), 홍재민[1] (9회 ~ 10회, 직접 출연)
  - 구본길, 곽윤기, 유리 (소녀시대), 진선규, 이유빈, 전현무 (9회 ~ 10회, 전화 통화)
- 윤경호 (11회 ~ 12회)
- 장혁[2], 존박 (13회 ~ 14회)
- 추성훈[3], 곽시양 (15회 ~ 16회)
- 안재현[4], 이시언 (17회 ~ 18회)
- 이대호[5] (20회)
- 라이머[6] (21회)
- 최다니엘[7] (22회)
- 김태균[8] (26회)
- 덱스 (27회)
- 임우일 (28회)
- 강훈[9], 박주현 (29회)
- 문세윤 (30회)
- 라이머 (31회)
- 존박 (32회)
- 빠니보틀 (33회)
- 최다니엘 (34회)
- 박병은 (35회)

## 결방
2024년
- 12월 29일 : 드라마 사랑은 외나무다리에서 재방송 편성으로 인한 결방.

2025년
- 3월 30일 : 경북 산불로 인한 결방.